# Victor Anastasiu

Victor Anastasiu în timpul lecţiilor de pilotaj, primul medic român pilot şi al doilea medic pilot din lume

Victor Anastasiu (n. 5 octombrie 1886, Huși – d. 4 august 1972, București) a fost un medic și psihofiziolog român, membru al mai multor societăți internaționale de aeronautică din Paris și Geneva, expert tehnic în cadrul Ligii Națiunilor în anul 1929. În prezent, Institutul național de medicină aeronautică poartă numele medicului român, Institutul național de medicină aeronautică și spațială "General doctor aviator Victor Anastasiu".

## Biografie
Victor Anastasiu a fost al patrulea copil la părinți; a absolvit cursurile Liceului Național din Iași (1905) și a urmat apoi cursurile Institutului Medico-Militar din București, pe care-l termină în iunie 1911.
După absolvire, a activat ca intern la Spitalul Militar, până la 30 septembrie 1911, timp în care își pregătește teza de doctorat. La 29 noiembrie susține teza de doctorat cu titlul "Tratamentul fistulelor anale cu pastă bismutată Beck". La 30 aprilie 1912 va primi diploma de Doctor în Medicină și Chirurgie, cu mențiunea "Prea bine".

## Activitate profesională
Este avansat sublocotenent prin Înaltul Decret 4061/1911 și repartizat medic militar la Regimentul 35 infanterie "Matei Basarab" din Cernavodă.
La 1 aprilie 1913 este făcut locotenent și trecut la Compania de pompieri din București. Absolvă cursurile Școlii de pilotaj la 3 martie 1916 (brevet militar de pilot nr.82), fiind al doilea medic aviator din lume, după francezul Reymond. Este transferat la Corpul de Aviație român și începe să facă primele studii - "Boala de înălțime și centrul zborului în aviație", în Revista Sanitară Medicală, nr. 3-4/1916. Acesta poate fi considerat primul studiu de medicină aeronautică în literatura medicală românească. După multe acțiuni pe teatrele de război, este înaintat căpitan și, apoi, maior la 1 septembrie 1917.
După o serie de călătorii de studii, inclusiv la Laboratorul medico-aeronautic al dr. Garsaux (Franța) și Laboratorul central medical de aeronautică din Marea Britanie, a participat la întocmirea unui raport privind înființarea Serviciului Sanitar al Aeronauticii române. Decizia ministerială nr.466/6 august 1920 este publicată în Monitorul Oficial 111/21 august 1920. Acesta este actul de naștere al Centrului de medicină aeronautică, printre primele astfel de centre din lume, transformat mai târziu în Institutul de Medicină Aeronautică. Studiile efectuate aici, i-au permis să contribuie semnificativ la dezvoltarea medicinei aeronautice. A experimentat comportamentul aviatorilor atât la sol cât și în timpul zborurilor. Studierea comportamentului piloților în timpul zborurilor a fost o premieră mondială, aspect recunoscut în cadrul Congresului Internațional de navigație aeriană de la Paris din 1921 de către Charles Robert Richet.
Generalul dr. Victor Anastasiu a fost numit temporar, prin decizia ministerială nr. 21.959 din 27 septembrie 1944, în postul de administrator general al Administrației comerciale pentru exploatarea muncii în tabere și coloane de muncă, funcție echivalentă cu cea de director în Ministerul Muncii.
În 1951, generalul Victor Anastasiu a fost condamnat la 5 ani de închisoare corecțională pentru presupuse fraude fiscale. În 1953, a fost eliberat după intervenții internaționale și dovedirea inocenței sale.

## Lucrări
- Aviația sanitară (1936)
- Omul zburător. Cercetări medico-aeronautice (1921)
- Tensiunea arterială la aviatori - comunicare susținută la Congresul internațional de aeronautică desfășurat la Bruxelles (1925)
- Contribuții la studiul tensiunii arteriale la aviatori - comunicare susținută la Congresul internațional de aeronautică desfășurat la Roma (1927)

## Medalii
- Medalia Jubiliară "Carol I" (Decret regal 5384/28 decembrie 1905)
- Medalia "Bărbăție și credință", clasa a III-a (2 mai 1910)
- Medalia "Avântul Țării" (1913)
- Ordinul "Steaua României" cu spade, în gradul de cavaler (1916)
- Ordinul "Coroana României" cu spade, în gradul de ofițer (Decret regal 1137/3 octombrie 1917)
- Ordinul "Regina Maria" clasa a II-a (ianuarie 1918)
- Ordinul rusesc "Sfântul Stanislav" clasa a II-a (1918)
- Ordinul englezesc "Distinguished - Service Order" (1920)
- Ordinul "Steaua României" în grad de ofițer (1 ianuarie 1927)
- Ordinul francez "Legiunea de Onoare" în grad de cavaler (1 octombrie 1929)
- Ordinul "Virtutea Aeronautică" cu spade, clasa "Crucea de Aur" (20 septembrie 1930)
- Ordinul "Coroana României" cu spade, în gard de ofițer (28 mai 1932)
- Ordinul "Crucea Roșie" germană, clasa I-a
- Medalia "Virtutea Ostășească" (1969)